# الجيوش الخضراء
كانت الجيوش الخضراء (بالروسية: Зеленоармейцы)، والمعروفة أيضًا باسم الجيش الأخضر (Зелёная Армия) أو الخُضر (Зелёные)، مجموعات فلاحية مسلحة قاتلت ضد جميع الحكومات في الحرب الأهلية الروسية منذ عام 1917 حتى عام 1922. كانت الجيوش الخضراء ميليشيات محلية شبه منظمة عارضت البلشفية والحركة البيضاء وتدخل الحلفاء في الحرب الأهلية الروسية؛ وقاتلت لحماية مجتمعاتها من عمليات الاستيلاء أو الأعمال الانتقامية التي تنفذها أطراف ثالثة. كانت الجيوش الخضراء محايدة سياسيًا وأيديولوجيًا، ولكنها كانت مرتبطة في بعض الأحيان بالحزب الاشتراكي الثوري؛ وحظيت بدعم ضمني على الأقل في معظم أنحاء روسيا. تتكون قاعدة الجيوش الخضراء في الأساس من الفلاحين، وكانت مترددة كثيرًا في شن حملة نشطة خلال الحرب الأهلية الروسية، وحُلَّت في نهاية المطاف بعد انتصار البلاشفة في عام 1922.

## معلومات أساسية
عاش الفلاحون الروس حربين ضد الدولة الروسية، نتيجة الثورات التي انتهت بانتصار الدولة: 1905-1907 و 1917-1922. في بداية عام 1918، لم يكن الحزب البلشفي يسيطر إلا على عدد قليل من المدن، «جزر بلشفية فريدة من نوعها في وسط محيط فلاحي» غير راغب في تسليم ثمار عملهم والخضوع لأي سلطة خارجية.
كان الصراع بين المدن والريف أحد الجوانب الرئيسية للحرب الأهلية. فسر الكثيرون هذه المقاومة على أنها مجرد تعبير عن «الفوضى الاجتماعية» التي كانت موجودة في البلاد. كان التأثير الشيوعي على الفلاحين والعمال ضئيلًا. سيطر البلاشفة على بعض السوفييت، ولكن دون سلطة قسرية على غالبية السكان، الذين عارضوهم بطريقة سلبية وغير منظمة.
بين أواخر عام 1917 وأوائل عام 1918 لم تكن هناك معارضة جادة للبلاشفة، الذين سيطروا على وسط روسيا وباكو وطشقند. كانت قوة المعارضة الوحيدة هي جيش التطوع، بالكاد عددهم 3000 رجل، الذي ما يزال منظمًا في جنوب روسيا. كانت كل آمال الحركة البيضاء في الفوز على قوزاق دون وكوبان، الذين كانوا في البداية أكثر اهتمامًا بالحصول على استقلالهم. من جانبهم، كانت أوكرانيا وفنلندا في طور الاستقلال، لكن البيض رفضوا الاعتراف بانفصالهم. القمع البلشفي العنيف للقوزاق في أوائل عام 1918 فقط هو الذي جعل من الممكن كسبهم لقضية البيض.
بعد ثورة أكتوبر، سنت السلطات البلشفية الجديدة سياسة شيوعية الحرب. سعى هذا النظام إلى إلغاء جميع المشاريع الخاصة، وتعظيم سيطرة الدولة على التوزيع والسوق الخارجية، وتأميم جميع الصناعات الثقيلة، والاستيلاء على الفائض الزراعي، وفرض نظام تقنين شامل لتركيز الاقتصاد بأكمله على دعم المجهود الحربي. كانت طريقة لمحاربة خصومهم على «الجبهة الداخلية». كان من بين الإجراءات الجديدة إرسال المسؤولين إلى مزارع وسط روسيا لجمع الإمدادات للجيش الأحمر والبدء في بناء الاقتصاد الاشتراكي بأي وسيلة ضرورية. كان الهدف هو الاستيلاء على الحبوب والماشية والخيول، وتجنيد الشباب في الجيش، ومعاقبة القرى المشتبه في إيوائها الفارين.
كان رد فعل المزارعين الأول هو دفن حبوبهم، أو إطعامها للماشية، أو تقطيرها سرًا إلى كحول. ردًا على ذلك، نظم البلاشفة 'جيش إمداد' من 80,000 رجل مكلفين بالمصادرة القسرية لفوائض الحبوب. كان نصفهم من العمال العاطلين عن العمل من بتروغراد الذين كانوا يبحثون عن راتب ثابت والاحتفاظ ببعض المسروقات. وكان الباقون مجرمين وعاطلين آخرين وجنود سابقين. شكلوا قوات غير منضبطة، تعرف باسم برودوتريادي، الذين لم يترددوا في سرقة الاحتياطيات الحيوية والبذور والممتلكات الأخرى من الفلاحين. قُتل من البرودوتريادي بمعدل متزايد: 2000 في عام 1918، و 5000 في عام 1919، و 8000 في عام 1920. رد البلاشفة بحرق القرى ومصادرة الماشية وإعدام الفلاحين بالمئات. واتهم الكثيرون بأنهم من الكولاك لكن معظمهم كانوا مزارعين فقراء، وهم الأكثر عرضة لضعف المحاصيل. فر الناس إلى الغابات دون أن يخسروا شيئًا وانضموا إلى المتمردين للدفاع عن «ثورة الفلاحين المحلية». وهكذا، تحول رد الفعل، الذي بدأ في معظم الحالات على أنه ثورات صغيرة ضد المصادرات، غير الكفء والوحشي للشيوعيين المحليين إلى تمردات كبيرة.
ولدت التجمعات الأولى مقاومة كبيرة بسبب عمليات النقل القسري وطرق الحياة الجديدة التي تم فرضها. تجاوزت العديد من الوحدات إضافة إلى المفتشين صلاحياتهم ونهبوا المنازل وقتلوا القرويين. قمعوا بقسوة أي علامة تشير إلى المقاومة. ساهم كل ذلك في انتشار الاستياء ضد النظام الجديد. أدرك البلاشفة أنه كان عليهم السيطرة على إمدادات الحبوب، وحتى لا يعتمدوا على صغار المزارعين، حاولوا تأسيس كولخوز (تعاونيات) وسفخوز (مزارع الدولة). كان المصدر الآخر لرفض الفلاحين للبلاشفة هو إلغاء لجان الفلاحين الفقراء في ديسمبر 1918، لكن لينين توقع مقاومة شرسة وزاد من حجم المنتج والمتطلبات الضريبية. في الموسم التالي، استولى السوفيت على حوالي 242 مليون بود من الحبوب.

## الأهداف
تكونت أهم الأحزاب السياسية عند اندلاع ثورة فبراير من الحزب الاشتراكي الثوري، وجماعة المنشفيك، والكاديت (الحزب الدستوري الديمقراطي). سيطر الأولان على معظم السوفييتات في البلاد، باستثناء السوفييت في بتروغراد وموسكو؛ أما الكاديت، الحزب الثالث، فتكون من الليبراليين المدعومين من القطاعات المعتدلة التي أرادت الحفاظ على الحريات التي اكتسبتها الثورة. خسر المناشفة بسرعة دعم العديد من السوفييتات، باستثناء القوقاز، وخاصة في جمهورية جورجيا الديمقراطية، بينما نما النفوذ البلشفي بسرعة. دعم الفلاحون الحزب الاشتراكي الثوري بأغلبية ساحقة. بدأ الفلاحون المتمردون ثوراتهم دون أي اقتراح أو خطة أشدّ تعقيدًا من الإطاحة بالبلاشفة، كما حدث في بعض الحالات مثل أحداث غرب سيبيريا بين عامي 1920 و1921، فاغتالوا من قبضوا عليه ودمروا المباني الحكومية أو الحزبية. قدمّت الجيوش الخضراء برنامجًا سياسيًا عندما أصبحت بعض الحركات الناجحة أكثر تعقيدًا واتساعًا على المستوى الإقليمي فقط، وكان البرنامج هو عبارة عن تعديل لأفكار الاشتراكيين الثوريين.
شهدت روسيا استقطابًا سريعًا خلال عام 1917، فبدأت جماهير كبيرة من السكان بتأييد المجموعات الثورية الأصغر حجمًا والأقل تنظيمًا من البلاشفة، والأناركيين، والاشتراكيين الثوريين اليساريين. شجعت الحرب العظمى الفلاحين والعمال على اتباع المسار الثوري، فاقترح لينين تحويل «الحرب الإمبريالية» إلى «حرب أهلية».

### رفض البيض
كانت الجيوش الخضراء في عداء دائم مع البيض، ولذلك أصبحت انتفاضاتهم ضد الحمر أكبر فقط بعد ضمان هزيمة البيض. كان العديد من الضباط البيض أعضاء في طبقة النبالة القيصرية السابقة، وفقدوا الأرض التي كانوا يملكونها أو يمكن أن يرثوها في ثورة الفلاحين في عام 1917. سعى البيض إلى إعادة الزمن إلى الوراء والانتقام من كل رمز يدل على التغيير، وذلك انطلاقًا من النزعة الطبقية الراسخة ضد الفلاحين الذين استلموا الحكم سابقًا. لم يعترف البيض أبدًا بالحقائق الوطنية الجديدة أو بمحاولات الثورة الزراعية.
عرف الشعب أحد الأسباب الرئيسية لهزيمة البيض باستعادة النظام القديم، ويشير ذلك إلى المعاملة التي قدمها ضباطهم ومسؤولوهم للفلاحين المتمثلة بمواقفهم الرجعية العميقة، ورغبتهم في استعادة النظام الاجتماعي والاقتصادي القيصري القديم، والقمع العدواني، ورفض القاعدة الفلاحية، ورفض تنفيذ أي من الإصلاحات الأساسية التي تتطلبها الظروف. لم يستطع البيض استغلال تردد موقف المناطق الريفية تجاه الحمر وكسبه لصالح قضيتهم، فرفضوا إصلاح ملكية الأراضي، مما أثار مخاوف الأغلبية الريفية ضد النظام السابق، وفشلوا في الاستفادة الحاسمة المحتملة من الدعم الريفي. شكّل ذلك خوفًا لدى العديد من الفلاحين خشية أن يستعيد البيض حقوق النبلاء الريفيين في الأرض، وتدميرهم للحكم الذاتي والتمثيل المحلي الذي فازوا به في ثورة عام 1917. انضم العديد من الفلاحين إلى صفوف الحمر بسبب خوفهم من تقدم البيض نحو مقاطعتي أوريل وموسكو في عام 1919، ولكنهم نجحوا من خلال جهودهم في الحصول على أكبر قدر من الأراضي من النبلاء. ذكر بعض السياسيين الاشتراكيين الثوريين بأنه لو لم يستعد ألكسندر كولتشاك حقوق ملاك الأراضي، لكان قد حصل على دعم أكبر من المزارعين في جبال الأورال والفولغا.
ساهمت عمليات السطو والمذابح التي ارتكبها سلاح الفرسان القوزاق في قلب موقف الريف ضد تقدم البيض في عام 1919؛ إذ أثبت أنطون دينيكين عدم قدرته على احتواء العنف. قدمت أفضل القوات البيضاء من كوبان والدون والقوقاز، إذ كان القوزاق مصدر البيض الرئيسي للرجال والموارد. أدرك الفلاحون هزيمة دينيكين، وأرادوا العودة إلى منازلهم بشكل جماعي، ورأوا أن الفائدة الأكبر تكمن في التفاوض على استقلالهم الذاتي مع الشيوعيين. مارس دينيكين قمع حقوق النقابات على الرغم من كل شيء، وأعاد المصانع إلى أصحابها السابقين، مما أثار كراهية العمال ومقاومتهم. لم يتمكن البيض من احتواء الاضطرابات بشكل فعال، فلجأوا إلى المزيد من القمع والإرهاب. فشل دينيكين، مثل كولتشاك، في إنشاء هيكل حكومته المحلية، فلجأ إلى القمع في محاولة لتعبئة السكان ومواردهم تحت سيطرته. حاول أيضًا الاستفادة من هذه الموارد المحتملة نظرًا لكونها شيئًا حاسمًا في أي حرب أهلية أو حرب شاملة حديثة، ولكن ثَبُتَ أن الرعب لم يكن كافيًا للتخلي عن الأراضي التي سيطروا عليها، ولم يكن هناك قدرة على مواجهة الهدر والاستنزاف الكبيرين للإمدادات الموجودة بالفعل. اضطر الجنود البيض إلى نهب الإمدادات عندما خفّض حلفائهم الغربيين المساعدات العسكرية، مما أدى إلى زيادة الغضب والخوف لدى السكان المحليين.
فشل البيض في الاستفادة بشكل صحيح من الجبهة الدعائية. اعتقد البيض بأنه يجب على الفلاحين الخدمة في جيوشهم، واستندوا في ذلك في المقام الأول إلى البنية القديمة للنظام القيصري. كان ذلك سببًا في منعهم من إيجاد أي سبب لإقناع أو اصطفاف من جُنِّدوا. عرف البلاشفة في الجانب الآخر كيفية استخدام رمزية الثورة، وأعلنوا أنفسهم مدافعين عن الفلاحين وصغار المزارعين، إذ كان من المفارقة أن العديد من القادة البيض انتظروا انتفاضة شعبية ضد البلاشفة لتحقيق النصر، ولكن كان معظم السكان معادين لكلا الجانبين وغير مبالين بمن فاز في الحرب. كان رنجل هو الجنرال الأبيض الوحيد الذي أدرك الخطأ، إذ كان يعلم أنه لا مجال في الفوز بالحرب دون النجاح في كسب الفلاحين والعمال والأقليات القومية. تعامل توابعه مع شبه جزيرة القرم كأنهم جيش احتلال، فارتكبوا جميع أشكال التعسف وأضفوا التابع المؤسساتي على الفساد.

### التعاون مع المجموعات الأخرى
تعاونت الجيوش الخضراء عدة مرات مع مجموعات معارضة أخرى، مثل الأناركيين والاشتراكيين الثوريين، في جهد استراتيجي أكثر منه أيديولوجي ضد الحمر. انضم الرافضون البيض إلى قضيتهم وأصبحوا يقودون مجموعات من الفلاحين، وهو الأمر الذي كان بمثابة ذريعة للبلاشفة للمبالغة في العلاقات بين الطرفين. اتجه الفلاحون، الأكثر ميلًا إلى اتباع الخطاب العدواني والوعود بالانتقام العنيف، نحو رفض الزعماء ذوي الأهداف السياسية البحتة أو الأكثر اعتدالًا، وشمل ذلك أي شخص قريب من حكومة روسيا المؤقتة في عام 1917. «إنهم يفضلون خوض حرب يائسة وحيدة على أراضيهم الخاصة بدلًا من مساعدة مضطهدي الماضي (البيض) في هزيمة مضطهدي الحاضر (الحمر)».

### المكونات والقيادة والأهداف
كان هناك بعض المحاولات السوفيتية لربط الجيوش الخضراء بالقيادة البيضاء؛ ولكن مثل هذا التصنيف يبالغ حتمًا في التأكيد على الجوانب السياسية للحركة. بالمعنى العام، كانت الجيوش الخضراء مظاهر عفوية لاستياء الفلاحين وليس لأي أيديولوجية محددة. حقق البلاشفة النصر على البيض بحلول عام 1920. غضب جنود الفلاحين في الجيش الأحمر من احتمال الاستمرار في قمع طبقتهم بعنف لصالح الحكومة الجديدة، فهربوا منه وتوحدوا في مجموعات في الغابات، مما أدى في النهاية إلى تسميتهم بالجيوش «الخضراء». عارضت هذه المجموعات البلاشفة في المقام الأول، ولكنها فعلت ذلك في كثير من الأحيان دون وضع خطة أو شكل بديل للحكومة في الاعتبار، إذا كان كل ما يريدونه ببساطة هو تخليص الريف من النفوذ البلشفي بأي وسيلة ضرورية.